# Josias von Heeringen
Josias von Heeringen, född 9 mars 1850 i Kassel, död 9 oktober 1926, var en tysk militär.
Heeringen blev officer 1867 och sårades svårt i fransk-tyska kriget 1870–1871. Han erhöll 1895 chefskapet för 117:e infanteriregementet, blev generalmajor och avdelningschef i krigsministeriet 1898, generallöjtnant 1901, chef för 22:a divisionen 1903 och, med generals grad, chef för 2:a armékåren 1906. Åren 1909–1913 var han Preussens krigsminister och lyckades genomföra den stora utökningen av armén. 
År 1913 blev han generalöverste och generalinspektör vid 2:a arméinspektionen. Vid första världskrigets utbrott 1914 ställdes Heeringen i spetsen för 7:e armén, som fick sig ålagt skyddet av elsass-lothringska gränsen. I oktober flyttades Heeringens armékvarter till franska fronten och insköts där mellan 1:a och 3:e arméerna, varvid 7:e armén nybildades och fick sin plats på båda sidor om Craonne. I augusti 1916 förflyttades Heeringen till befälet över kustförsvaret vid Östersjön. I november 1918 erhöll han avsked.